# سیارک ۹۹۸

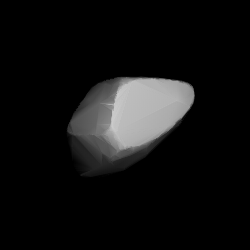
مدل سه‌بُعدی سیارک ۹۹۸ بر طبق منحنی نور آن

سیارک ۹۹۸ (به انگلیسی: 998 Bodea، نامگذاری:1923NU) نهصد و نود و هشتمین سیارک کشف شده‌است که در ۶ اوت ۱۹۲۳ و در هایدلبرگ کشف شد.
قدر مطلق سیارک برابر ۱۱٫۹۰ است.